# Lucinka (Letopisy Narnie)
Lucinka Pevensieová (Lucy Pevensie) je fiktivní postava v knižní sérii Letopisy Narnie C. S. Lewise. Je nejmladší ze čtyř sourozenců, objeví zemi Narnii jako první a je nejvnímavější k Aslanovi (v knize Lev, čarodějnice a skříň jej dokáže vidět jako první). Ve filmech ji ztvárnila Georgie Henley.

## Výskyt v knihách
Objevuje se v pěti ze sedmi knih Letopisů Narnie:
- V knize Lev, čarodějnice a skříň je první, kdo se dostane do Narnie. Spřátelí se s faunem Tumnusem a poté naléhá na sourozence, aby je pomohli vysvobodit ze zajetí Bílé královny. Od Otce Vánoc dostane léčivý lektvar. Doprovází se Zuzanou Aslana, který se jde obětovat za jejich bratra Edmunda.
- V knize Kůň a jeho chlapec se objeví v závěrečné bitvě o Archeland, kde povede lukostřelce. Jako jediná věří, že se Rabadaš polepší.
- V knize Princ Kaspian jako první vidí Aslana a snaží se přesvědčit ostatní, aby jí uvěřili. Jediný, kdo jí uvěří, je Edmund.
- V knize Plavba Jitřního poutníka se spolu s Edmundem a Eustacem dostanou na loď prince Kaspiana. Lucinka na ostrově hlasů půjde zachránit skřítky před zlým čarodějem. Když ale vidí některá kouzla v knize, propadne pokušení být tou nejkrásnější, nejchytřejší a nejlepší. Od toho ji ale odvede Aslan a Lucinka se s čarodějem spřátelí. Pak spolu s Edmundem, Eustacem a Rípčípem odplují z lodi.
- V knize Poslední bitva se objeví hned na začátku, když král volá o pomoc. Pak se přenese do Narnie se všemi kromě Zuzany. Na konci se od Aslana dozvídá, že také zemřela při srážce vlaků.